# Alex Zülle
Alex Zülle (Wil, 5 juli 1968) is een Zwitsers voormalig wielrenner. 

## Carrière
Alex Zülle werd beroepswielrenner in 1991. Van 1991 tot 1997 reed hij voor de Spaanse ONCE-ploeg. De Zwitser was een goed klimmer en vooral een buitengewoon goed tijdrijder. In deze discipline werd hij in 1996 wereldkampioen. Zülle behoorde vanaf het midden van de jaren 90 tot de beste ronderenners. Dit leidde in 1995 tot een tweede plaats in de Ronde van Frankrijk en in 1996 en 1997 tot eindzeges in de Ronde van Spanje. 
In 1998 werd Alex Zülle daarom een van de voornaamste kanshebbers gezien op de eindzege in de Ronde van Frankrijk. Hij raakte echter betrokken bij de dopingaffaire van zijn team, Festina, en werd samen met de rest van zijn team uit de ronde gezet. Zülle bekende het gebruik van doping, werd geschorst, maar kwam een jaar later terug in het peloton bij het Spaanse Banesto. Hij deed dat met allure en behaalde opnieuw een tweede plaats in de Ronde van Frankrijk 1999 achter (aanvankelijk) Lance Armstrong en voor Fernando Escartín. 
In 2002 had Alex Zülle nog een serieuze opleving bij Team Coast, maar het allerbeste was er wel van af. Zülle won een etappe en het eindklassement in de Ronde van Zwitserland, twee ritten in de Ronde van Romandië, een etappe en het eindklassement in de Ronde van Valencia en een rit in de Ronde van de Algarve, maar in de grote rondes kon hij weinig potten meer breken. In 2004 zette hij een punt achter zijn carrière bij het Zwitserse Phonak.

## Belangrijkste overwinningen
1990
- Eindklassement Flèche du Sud
- Eindklassement Ostschweizer Rundfahrt
- Biel-Magglingen

1991
- Proloog, 2e en 4e etappe Grand Prix Willem Tell
- Eindklassement Grand Prix Willem Tell
- 9e etappe Ronde van Oostenrijk

1992
- Eindklassement Catalaanse Week
- 2e etappe Siciliaanse wielerweek
- Eindklassement Siciliaanse wielerweek
- 4e etappe Ronde van Catalonië
- 5e etappe Ronde van Burgos
- Eindklassement Ronde van Burgos
- Proloog deel B Ronde van Asturië
- Eindklassement Ronde van Asturië

1993
- Proloog, 6e en 21e Ronde van Spanje
- Proloog en 8e (deel B) etappe Parijs-Nice
- Eindklassement Parijs-Nice
- Chur-Arosa
- Josef Voegeli Memorial

1994
- 5e (deel B) etappe Ronde van Aragón
- Proloog Ronde van Catalonië

1995
- 9e etappe Ronde van Frankrijk
- Proloog Ronde van Zwitserland
- 6e etappe Ronde van Zwitserland
- 16e etappe Ronde van Spanje
- Eindklassement Challenge Mallorca
- 4e (deel B) en 5e (deel B) etappe Euskal Bizikleta
- 2e (deel B) etappe Ronde van Valencia
- Eindklassement Ronde van Valencia
- 3e (deel B) en 5e etappe Ronde van het Baskenland
- Eindklassement Ronde van het Baskenland

1996
- Proloog Ronde van Frankrijk
- 4e (deel B) etappe Euskal Bizikleta
- 3e en 5e (deel B) etappe Catalaanse Week
- Eindklassement Catalaanse week
- Proloog, 3e en 6e etappe Ronde van Catalonië
- Eindklassement Ronde van Catalonië
- 15e etappe Ronde van Spanje
- Eindklassement Ronde van Spanje
- Wereldkampioen individuele tijdrit op de weg, Elite
- Grote Prijs Miguel Indurain
- Estrella
- Vuelta Ciclista a Navarra

1997
- 21e etappe Ronde van Spanje
- Eindklassement Ronde van Spanje
- 5e (deel B) etappe Ronde van het Baskenland
- Eindklassement Ronde van het Baskenland
- Zaragoza deel c

1998
- Proloog, 6e en 15e etappe Ronde van Italië
- 5e (deel B) etappe Catalaanse Week
- 21e etappe Ronde van Spanje
- 4e (deel B) etappe Ronde van Romandië
- Escalada a Montjuich

1999
- 13e etappe Ronde van Spanje
- Dwars door Lausanne

2000
- 4e etappe Ronde van de Algarve
- Eindklassement Ronde van de Algarve
- 1e etappe Ronde van Spanje

2001
- 4e etappe Parijs-Nice

2002
- 5e etappe Ronde van Valencia
- Eindklassement Ronde van Valencia
- 2e etappe Ronde van de Algarve
- 4e en 5e etappe Ronde van Romandië
- Proloog Ronde van Zwitserland
- Eindklassement Ronde van Zwitserland

## Resultaten in voornaamste wedstrijden
| Jaar | Ronde van Italië | Ronde van Frankrijk | Ronde van Spanje |
| ---- | ---------------- | ------------------- | ---------------- |
| 1991 |                  |                     |                  |
| 1992 |                  | opgave              | opgave           |
| 1993 |                  | 41e                 | ↑ (3)            |
| 1994 |                  | 8e                  | 4e               |
| 1995 |                  | ↑ (1)               | 20e (1)          |
| 1996 |                  | 26e (1)             | ↑ (1)            |
| 1997 |                  | opgave              | ↑ (1)            |
| 1998 | 14e (3)          | uitgesloten         | 8e (1)           |
| 1999 | opgave           | ↑                   | 37e (1)          |
| 2000 |                  | opgave              | 49e (1)          |
| 2001 |                  |                     | 109e             |
| 2002 |                  |                     |                  |
| 2003 |                  |                     | opgave           |

| Jaar | Milaan-San Remo | Ronde van Vlaanderen | Amstel Gold Race | Luik-Bast.‑Luik | Ronde van Lombardije | Waalse Pijl |
| ---- | --------------- | -------------------- | ---------------- | --------------- | -------------------- | ----------- |
| 1991 |                 |                      |                  |                 | 21e                  |             |
| 1992 | 20e             |                      |                  | 42e             | 13e                  | 21e         |
| 1993 | 28e             |                      |                  |                 |                      | 57e         |
| 1994 | 86e             |                      |                  |                 | 18e                  |             |
| 1995 | 75e             |                      |                  | 14e             |                      | 51e         |
| 1996 | 24e             |                      |                  |                 |                      | 44e         |
| 1997 | 106e            | 77e                  | 75e              | 41e             | 31e                  | ↑           |
| 1998 | 108e            |                      |                  |                 |                      |             |
| 1999 |                 |                      |                  |                 |                      |             |
| 2000 |                 |                      |                  |                 |                      |             |
| 2001 | 96e             |                      |                  | 64e             |                      |             |
| 2002 |                 |                      |                  | 95e             |                      |             |
| 2003 |                 |                      |                  |                 |                      |             |

## Trivia
Zülle spreekt redelijk goed Nederlands, omdat zijn moeder Nederlandse is, hetgeen hem populair maakte in de Lage Landen. Zülle stond bekend als iemand die vaak betrokken was bij valpartijen, omdat hij als brildrager moeite had met het rijden in de regen. Daags voor de start van de Tour in 1997 brak hij zijn sleutelbeen maar ging toch van start, de Tour kon hij echter niet uitrijden.